# Carlos Sotillo
Carlos Sotillo Martínez (ur. 18 listopada 1962) – hiszpański judoka. Trzykrotny olimpijczyk. Zajął siódme miejsce w Los Angeles 1984, dwudzieste w Seulu 1988 i 23. w Barcelonie 1992. Walczył w wadze ekstralekkiej.
Siódmy na mistrzostwach świata w 1983; uczestnik zawodów w 1987, 1989 i 1991. Startował w Pucharze Świata w 1989, 1991 i 1992. Zdobył cztery medale mistrzostw Europy w latach 1984 - 1989.
Jego żona Begoña Gómez, również była judoczką i olimpijką z Barcelony 1992.

## Letnie Igrzyska Olimpijskie 1992
| Konkurencja | Eliminacje            | Klas. końcowa |
| Konkurencja | Przeciwnik I          | Miejsce       |
| ----------- | --------------------- | ------------- |
| 60 kg       | Nigel Donohue (GBR) P | 23.           |

## Letnie Igrzyska Olimpijskie 1988
| Konkurencja | Eliminacje            | Klas. końcowa |
| Konkurencja | Przeciwnik I          | Miejsce       |
| ----------- | --------------------- | ------------- |
| 60 kg       | Renato Santos (POR) P | 20.           |

## Letnie Igrzyska Olimpijskie 1984
| Konkurencja | Eliminacje               | Eliminacje          | Repasaże             | Klas. końcowa |
| Konkurencja | Przeciwnik I             | Przeciwnik II       | Przeciwnik I         | Miejsce       |
| ----------- | ------------------------ | ------------------- | -------------------- | ------------- |
| 60 kg       | Alberto Francini (SMR) Z | Kim Jae-yup (KOR) P | Guy Delvingt (FRA) P | 7.            |